# Карлок (Іллінойс)
Карлок (англ. Carlock) — селище (англ. village) в США, в окрузі Маклейн штату Іллінойс. Населення — 548 осіб (2020).

## Географія
Карлок розташований за координатами 40°35′1″ пн. ш. 89°7′45″ зх. д. / 40.58361° пн. ш. 89.12917° зх. д. (40.583579, -89.129092).  За даними Бюро перепису населення США в 2010 році селище мало площу 1,07 км², уся площа — суходіл.

## Демографія
Згідно з переписом 2010 року, у селищі мешкали 552 особи в 205 домогосподарствах у складі 149 родин. Густота населення становила 517 осіб/км².  Було 219 помешкань (205/км²).
Расовий склад населення:
| - 90,2 % — білих - 7,6 % — чорних або афроамериканців - 0,5 % — азіатів - 1,3 % — осіб інших рас |

До двох чи більше рас належало 0,4 %. Частка іспаномовних становила 1,6 % від усіх жителів.
За віковим діапазоном населення розподілялося таким чином: 30,8 % — особи молодші 18 років, 59,8 % — особи у віці 18—64 років, 9,4 % — особи у віці 65 років та старші. Медіана віку мешканця становила 33,1 року. На 100 осіб жіночої статі у селищі припадало 101,5 чоловіків;  на 100 жінок у віці від 18 років та старших — 96,9 чоловіків також старших 18 років.
Середній дохід на одне домашнє господарство  становив 57 409 доларів США (медіана — 52 188), а середній дохід на одну сім'ю — 62 095 доларів (медіана — 61 875). За межею бідності перебувало 7,9 % осіб, у тому числі 6,3 % дітей у віці до 18 років та 20,0 % осіб у віці 65 років та старших.
Цивільне працевлаштоване населення становило 309 осіб. Основні галузі зайнятості: освіта, охорона здоров'я та соціальна допомога — 22,3 %, виробництво — 21,7 %, фінанси, страхування та нерухомість — 13,9 %, мистецтво, розваги та відпочинок — 9,1 %.